# Taburoğlu, Kırşehir
Taburoğlu là một xã thuộc thành phố Kırşehir, tỉnh Kırşehir, Thổ Nhĩ Kỳ. Dân số thời điểm năm 2010 là 159 người.